# Nong Bua Lam Phu (província)
Nong Bua Lam Phu é uma das setenta e seis província da Tailândia (changwat) fica no nordeste da Tailândia, sua capital é a cidade de Nong Bua Lam Phu. 

## Geografia
Nong Bua Lam Phu fica no coração do Planalto de Khorat. A área florestal total é de 480 km2 ou 11,7 por cento da área provincial.